# Totò a colori
(Totò)
Totò a colori è un film del 1952 diretto da Steno.
Venne intitolato così proprio perché fu uno dei primi lungometraggi italiani a colori, e tra i primi a utilizzare il sistema Ferraniacolor.
Il film è stato poi selezionato tra i 100 film italiani da salvare.

## Trama
Antonio Scannagatti è un musicista squattrinato che abita con la famiglia della sorella nel paesino di Caianello, ma sogna una chiamata da Milano dagli editori musicali Tiscordi o Zozzogno che gli garantisca la gloria: è infatti convinto di essere un genio della musica.
Il sindaco del paese intanto tenta di convincerlo a dirigere la banda paesana, a causa dell'improvvisa inabilità del maestro, nel giorno della festa per il ritorno a casa del gangster italoamericano Joe Pellecchia, originario per l'appunto di Caianiello: Scannagatti, inizialmente restio, accetta quando il nipote del primo cittadino, mentendo, gli promette una raccomandazione presso l'editore Tiscordi, spacciando la sua fidanzata americana Poppy per sua segretaria.
La giornata di festa si rivela un fallimento: Pellecchia vorrebbe parlare dal balcone del municipio, ma il maestro Scannagatti glielo impedisce, facendo suonare in continuazione la banda, finché l'italoamericano si infuria e va via. Scannagatti va comunque a incassare il premio e raggiunge il nipote del sindaco e la sua compagna, che hanno lasciato Caianiello e sono ospiti di una bizzarra compagnia a Capri: qui il maestro crede per equivoco di essere riuscito a ottenere un appuntamento con Tiscordi.
Scannagatti parte dunque per Milano: in treno, si trova a condividere la cabina del wagon-lit con l'onorevole Cosimo Trombetta, con cui ha ben presto un alterco dopo averlo esasperato. Durante la notte, i due vengono alleggeriti dei portafogli da una affascinante ladra che ha chiesto loro ospitalità con uno stratagemma; alla scoperta del furto, l'infuriato Scannagatti incolpa l'onorevole che viene così prontamente arrestato dai ferrovieri.
Giunto a Milano, Scannagatti incontra Tiscordi in persona, a causa di un equivoco: è stato scambiato per un infermiere in grado di fare iniezioni indolori all'editore, che ha già licenziato numerose infermiere. L'equivoco sfocia in un alterco tra i due, con la fuga del musicista.
Le disavventure non sono finite: Scannagatti viene intercettato dal cognato, cui ha rubato i soldi per il viaggio a Milano, il quale minaccia di ucciderlo; per placarlo, il maestro finge di aver ottenuto un contratto da Tiscordi e lo porta sì in palcoscenico, ma in un teatro di burattini. All'inizio Scannagatti riesce a ingannare il parente fingendosi Pinocchio e interpretando uno spettacolo, in cui si esibisce ballando sul tema di Parade of the Wooden Soldiers.
Tuttavia il cognato lo riconosce e lo incalza con il coltello a scatto. A sorpresa, Tiscordi per caso legge e gradisce uno spartito di Scannagatti e il paese di Caianiello gli rende omaggio: a scoprire la targa in suo onore c'è proprio l'onorevole Trombetta.

## Produzione
Totò a colori fu il secondo lungometraggio italiano a colori con degli attori, dopo Mater Dei (1950).
L'uso di una pellicola a colori per quei tempi necessitava l'impiego di luci molto forti, a scapito della vista, e Totò soffriva già di problemi all'occhio sinistro; nessuno osava guardare in quelle lampade ad arco, all'epoca, per paura di danni alla retina. Si dice che la parrucca dell'attore fumasse, tanto era il caldo, e che, nel bel mezzo di una scena, questi sia addirittura svenuto.

### Regia
Alcune fonti riportano anche la partecipazione, come aiuto regista, di Mario Monicelli, che in realtà non prese mai parte al progetto di Steno; questo, nonostante la coppia Monicelli-Steno fosse già più che confermata.

### Sceneggiatura
Il film è un'antologia dei più noti sketch del teatro di rivista di Totò: il vagone letto (C'era una volta il mondo), la marcia dei bersaglieri e, soprattutto delle sue invenzioni marionettistiche più geniali, ovvero Pinocchio (Volumineide) e il direttore d'orchestra fuoco d'artificio, che si era già visto in Fermo con le mani! (1937) e ne I pompieri di Viggiù (1949).

### Cast
Nel film fa un breve cameo un giovane Lucio Fulci, a quel tempo aiuto regista di Steno, nella parte del passeggero che picchia contro la parete divisoria della carrozza letti, infastidito dagli schiamazzi tra Antonio Scannagatti e l'onorevole Trombetta. Proprio tale sequenza – la più famosa della pellicola, assurta a posteriori tra le più note del cinema comico italiano – fu ispirata da un vero incontro, avvenuto sempre in un wagon-lits, tra Totò e l'onorevole Giulio Andreotti.

### Riprese
Il film venne girato col sistema Ferraniacolor, a partire dal 1948, specialmente negli stabilimenti Ferrania a Cairo Montenotte, vicino a Savona. Un'"aggiunta" invece nell'Italia Centrale e Meridionale furono Vico Equense e Capena, vicino a Roma; in particolare, a Capena è presente l'omonima via usata come location per la fittizia "piazza Giuseppe Verdi" di Caianello, ribattezzata in "piazza Antonio Scannagatti" per la presenza del personaggio interpretato da Totò, nome con cui anche dopo il film è rimasta colloquialmente nota.

## Distribuzione
Il film uscì nelle sale cinematografiche italiane a partire dall'8 aprile 1952.

## Accoglienza

### Incassi
Il film incassò 775 000 000 lire, con un numero di spettatori di esattamente 6 387 539, risultando il secondo incasso della stagione 1952-1953 in Italia, preceduto solamente da Don Camillo di Julien Duvivier.

### Critica
Il critico cinematografico dell'epoca, Morando Morandini, assegnò al film 4 stelle su 5.